# Азартні ігри у Вірменії
Азартні ігри у Вірменії є легальними і стали популярними після здобуття незалежності 1990 року. У Вірменії діють чотири великих казино, кілька ігрових залів, зали для бінго та інші заклади з арахртними іграми. Ігрові оператори повинні отримати ліцензію у Міністерстві фінансів. 

## ія
Деякі казино в країні раніше служили для відмивання грошей злочинними угрупованнями з різних країн Східної Європи. Низка інших країн, таких як Албанія та Косово, заборонили казино, намагаючись зменшити рівень злочинності та діяльність криміналітету.
Азартні ігри непропорційно поширені серед найбідніших верств населення країни. Щоб зменшити важкі соціальні наслідки, Уряд Вірменії намагається жорсткіше регулювати цей ринок. Так, до участі в азартних іграх не допускаються гравці віком до 21 року, а також ті, хто самостійно (або члени їхніх сімей) просить заборонити їм вхід до казино. Даний ринок є суттєвим джерелом доходу для уряду.
2002 року уряд країни легалізував ставки на спорт, з 2008 року оператори отримують ліцензії у Міністерстві фінансів. Найбільший спортивний букмекер Вірменії, Vivarobet, було створено 2003 року.
У жовтні 2018 року уряд намагався ввести суттєві обмеження на азартні ігри, що викликало протести серед населення через те, що у сфері азартних ігор працює велика частина населення. Врешті, 2020-го року урял посилив контроль за гральним бізнесом. Пункти прийому ставок й букмекерські контори зобов'язали розташовувати далеко від освітніх, історичних і культурних місць, адміністративних будівель, лікарень та органів місцевого самоврядуваннь, а площа гральної зали не може перевищувати 200 м2.